# سباستین لنگکمپ
سباستین لنگکمپ (انگلیسی: Sebastian Langkamp؛ زادهٔ ۱۵ ژانویهٔ ۱۹۸۸) بازیکن فوتبال اهل آلمان است.
از باشگاه‌هایی که در آن بازی کرده‌است می‌توان به باشگاه فوتبال بایرن مونیخ ۲، باشگاه فوتبال آگسبورگ، باشگاه فوتبال هامبورگ، باشگاه فوتبال کارلسروهه، و باشگاه فوتبال هرتابرلین اشاره کرد.
وی همچنین در تیم‌های ملی فوتبال جوانان آلمان و زیر ۲۱ سال آلمان بازی کرده‌است.